# Wikramasila

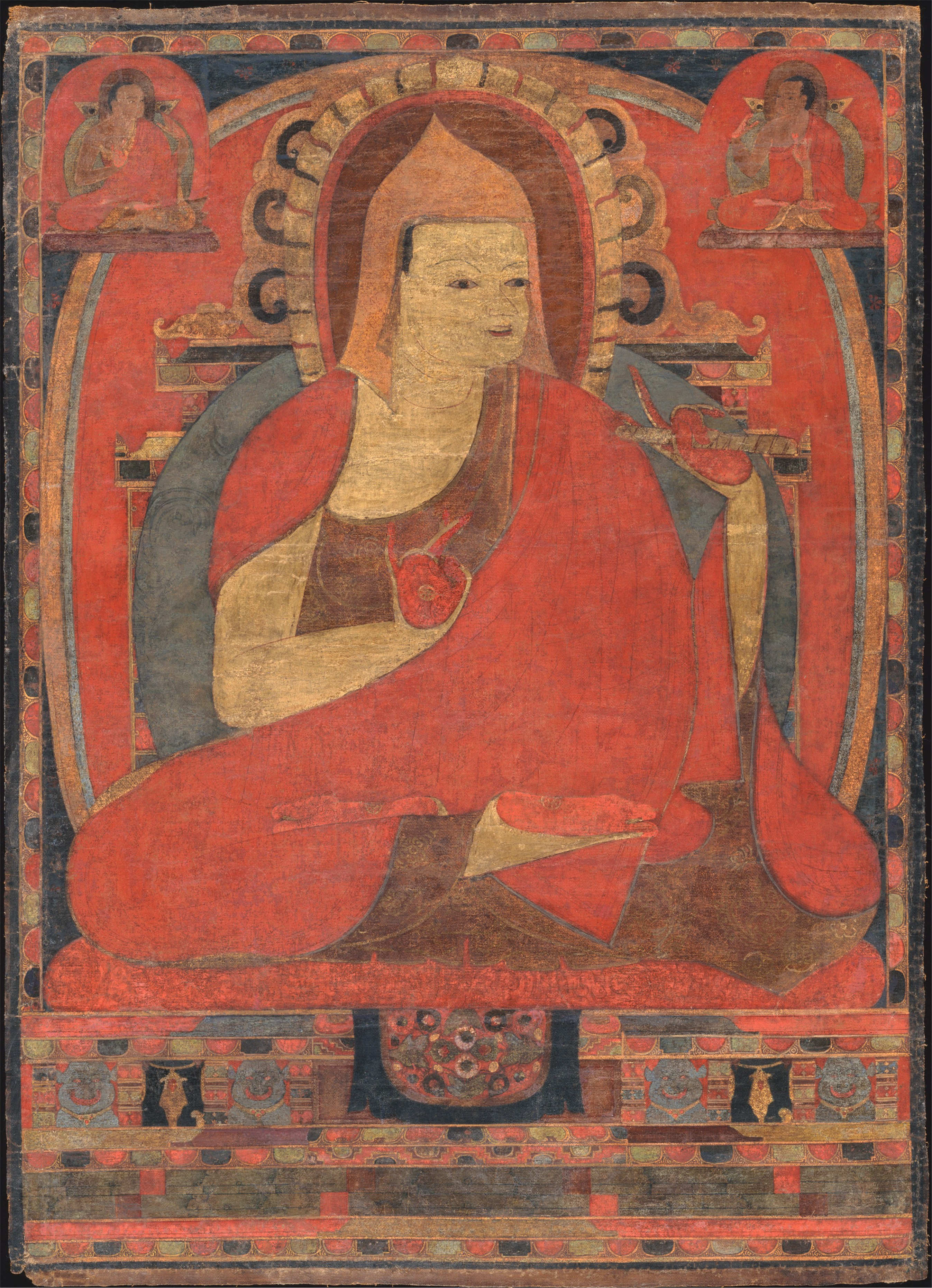
XII-wieczny portret Atiśy. Metropolitan Museum of Art, Nowy Jork

Wikramasila lub Wikramaśila – buddyjski klasztor i uniwersytet założony w drugiej poł. VIII wieku przez władców indyjskiej dynastii Pala. Kompleks znajdował się na terenie dzisiejszego stanu Bihar, w północno-wschodnich Indiach, stanowiąc kolejną w tym regionie, obok Nalandy, tzw. mahāvihārę (wielki klasztor).
Centrum buddyzmu tantrycznego, którego najbardziej znany przedstawiciel Atīśa Dīpamkara Śrījñāna odpowiedzialny był za tzw. sarmę, czyli „drugie rozprzestrzenienie buddyzmu” w Tybecie.
Całkowicie zniszczony w wyniku XIII-wiecznego muzułmańskiego najazdu.

## Historia
Klasztor ufundował król Dharmapāla, rządzący w północno-wschodnich Indiach, w latach 775-800. Na kompleks składały się świątynie, dormitoria, bogato wyposażona biblioteka oraz sale wykładowe. Uniwersytet pozostawał pod patronatem rządzącej dynastii (Pala) aż do początków XIII wieku.
Ze względu na hojne królewskie dotacje do Wikramasili ściągnęło wielu buddyjskich uczonych (panditów). Dzięki nim klasztor stał się sławny w całym regionie Himalajów, a z czasem nawiązano również intensywną współpracę pomiędzy uniwersytetem a buddyjskimi ośrodkami pobliskiego Tybetu. Teksty źródłowe utrzymują, że do dyspozycji pielgrzymów pozostawał specjalny dom gościnny, a klasztor stał się centrum tłumaczeń kanonicznych tekstów buddyjskich na język tybetański.
Najsławniejszym uczonym Wikramasili był, znany głównie ze źródeł tybetańskich, Atīśa Dīpamkara Śrījñāna. Pandita, którego działalność przypadła na I poł. XI wieku, w 1042 przybył do Tybetu aby wspomóc odradzający się w tym rejonie buddyzm. W tym też czasie napisał jedno ze swoich najbardziej znanych dzieł „Lampa na ścieżce” (Bodhipathapradipa), będące próbą przybliżenia tybetańskim buddystom właściwej egzegezy praktyk tantrycznych. Pomimo obietnicy danej opatowi nigdy nie powrócił do Indii, ponieważ zmarł w centralnym Tybecie w 1054.
W XII wieku w klasztorze przebywało ok. 3000 mnichów, nad którymi pieczę sprawowała mianowana za pośrednictwem królewskiego dworu rada. Składała się ona z sześciu mnichów z opatem na czele, a kolejnych sześciu tzw. dvārapaṇḍitów odpowiedzialnych było za sprawdzanie wiedzy licznie ściągających po nauki kandydatów (jednym z dvārapaṇḍitów był np. Naropa, rezydujący w czasach króla Kanaki na tzw. „bramie północnej”). W Wikramasili, podobnie jak w pobliskiej Nalandzie wykładano gramatykę, logikę, metafizykę, tantrę oraz buddyjski rytualizm. Jako jeden z niewielu, po ukończeniu kursu, uniwersytet przyznawał tytuły poświadczone dyplomem.
Po czterystu latach działalności, w 1203 klasztor został doszczętnie zniszczony przez oddziały muzułmańskie pod dowództwem Bakhtyara Khilji, który najprawdopodobniej pomylił solidne zabudowania uniwersytetu z fortem. Przejmujący obraz rzezi jaka miała miejsce przedstawiony został w historycznym, perskim traktacie Tabakat-i-Nasiri.

## Badania archeologiczne
Ruiny klasztoru odkryto w latach 60. XX wieku, w leżącej w odległości 50 km na wschód od miasta Bhagalpur i 13 km na północny wschód od Kahalgaon, wiosce Antichak w Biharze.
W wyniku przeprowadzonych prac wykopaliskowych odsłonięto rozległy kompleks zabudowań, rozmieszczonych na planie kwadratu, o długości boku liczącej 330 metrów. Na każdym z boków doliczono się 52 cel mieszkalnych, o łącznej liczbie 208, a w części północnej odkryto zdewastowane hinduistyczne oraz tybetańskie świątynie.
Środek założenia stanowiła 15-metrowa, ceglana stupa, zbudowana na planie krzyża, dwuszeregowa ze schodami od strony północnej. Na każdym z podstawowych kierunków (Pn, Pd, Wsch., Zach,) do stupy dobudowana została wysunięta komora z towarzyszącą jej antykamerą, ze wspartym filarami stropem oraz mandapą. W każdej z komór znajdowało się stiukowe wyobrażenie siedzącego Buddy, a grube mury budowli ozdobiono terakotową sztukaterią.
W odległości 32 metrów od kompleksu, w jego południowo-zachodnim narożniku, odkryto pozostałości prostokątnej struktury zidentyfikowanej jako biblioteka. Połączono ją z klasztorem wąskim korytarzem i wyposażono w system klimatyzacyjny. Do chłodzenia pomieszczeń używano wody z pobliskiego rezerwuaru, którą dostarczano poprzez liczne otwory wydrążone w tylnej ścianie budynku. Zabieg ten podyktowany był najprawdopodobniej dbałością o manuskrypty oraz chęcią uchronienia ich przed zniszczeniem.
Według badaczy architektura stupy i jej zdobienia przypominają klasztor Somapura znajdujący się na terenie dzisiejszego Bangladeszu, z tym że Wiramasila jest znacznie większa i posiada budynki zewnętrzne przypominające zabudowania forteczne. Do całości dobudowano współcześnie budynek muzealny, w którym eksponowane są odkryte w trakcie prac archeologicznych artefakty.